# A33 (Kasachstan)
Die A33 ist eine Fernstraße in Kasachstan, im Westen des Landes. Die Straße führt von Dossor über Qulsary nach Aqtau am Kaspischen Meer. 

## Straßenbeschreibung
Die A33 beginnt im Dossor an der A27 und endet im Hafen von Aqtau an der A35. Diese kurvenreiche Strecke ändert nichts an der Tatsache, dass sie eine der wichtigsten Straßen in diesem Teil von Kasachstan ist. Sie ist der einzige Weg durch die karge Wüste des westlichen Kasachstan. Die Straße führt durch spektakuläre Landschaften und ist zu Teilen noch nicht asphaltiert.

## Geschichte
Die A33 wurde im Jahr 2011 umnummeriert. Die Straße ist von strategischer Bedeutung, weil sie Aqtau mit dem Rest des Landes verbindet. Aqtau ist der einzige Hafen in Kasachstan zum Kaspischen Meer und ein wichtiges Gebiet für die Wirtschaft, da dort Öl gefördert wird. 

## Großstädte an der Autobahn
- Dossor
- Qulsary
- Aqtau